# Ignatius Falzon
Nazju Falzon, latinisiert Ignatius Falzon (* 1. Juli 1813 in Valletta, Malta; † 1. Juli 1865 ebenda) war ein maltesischer Laienseelsorger und Katechist, der als erster Malteser in den Kanon der Seligen aufgenommen wurde.

## Leben
Nazju Falzon wurde 1813 als Sohn von Francis Joseph Falzon und Mary Teresa Falzon geboren. Schon als Kind zeichnete er sich nach Lebenszeugen durch außergewöhnliche Frömmigkeit aus: so betete er jeden Tag den Rosenkranz und war ein großer Verehrer der Gottesmutter Maria und des Heiligen. Joseph. Nach dem Besuch des Gymnasiums wurde er zunächst Anwalt (1833), hatte aber schon mit 15 Jahren die niederen Weihen erhalten. Eine Weihe zum katholischen Priester lehnte er jedoch ab, da er sich dafür als nicht würdig empfand. 
Falzon unterrichtete Kinder und Jugendliche im Christentum und bekehrte etwa 600 britische Soldaten und sechs Juden zum katholischen Glauben. Für seine Katechistentätigkeit verzichtete er auf eine „weltliche Karriere“. Er unterrichtete am Institute of the Good Shepherd („Institut des Guten Hirten“) die Lehren des Katechismus. Angesichts der hohen Zahlen an Missionierungen schuf er eine Kongregation, die sich um die Konvertiten kümmern sollte und diese nachhaltig betreute. Dort wurde jeden Tag der Katechismus des Durchhaltens durch Predigt und Hinführung zu den Sakramenten gelehrt.
Noch relativ jung starb Ignatius Falzon an seinem Geburtstag am 1. Juli 1865 in Valletta. Er ist in einem Familiengrab in der Kapelle der Immaculate Conception (Immakulata) in der Kirche Mary of Jesus der Minderen Franziskaner, direkt in der Hauptstadt Maltas, in Valletta beigesetzt.

## Kirchliche Anerkennung
Bereits am 22. November 1905 wurde durch Papst Pius X. der Heroische Tugendgrad, die Vorstufe zur Seligsprechung von Ignatius Falzon, festgestellt. Die Seligsprechung erfolgte am 9. Mai 2001 durch Papst Johannes Paul II. bei dessen Jubiläumspilgerfahrt nach Griechenland, Syrien und Malta 2001 zusammen mit dem Priester George Preca und der Ordensschwester Maria Adeodata Pisani.
Sein Gedenktag in der Liturgie ist der 1. Juli.